# Bruce Wayne (trilogia Cavaleiro das Trevas)
Bruce Wayne, também conhecido por sua persona de super-herói vigilante Batman, é um personagem fictício que é o principal protagonista da trilogia de filmes de super-heróis de Christopher Nolan, baseada no personagem da DC Comics de mesmo nome, criado por Bill Finger e Bob Kane. Retratado por Christian Bale, esta versão do Batman é indiscutivelmente explorada mais profundamente em comparação com a da série de filmes anterior de Tim Burton e Joel Schumacher, já que a série de filmes Cavaleiro das Trevas fornece um arco completo para o personagem e foi pretendida por Nolan para ser mais realista do que os retratos anteriores.
Nos filmes, Bruce é o bilionário dono da empresa de tecnologia Wayne Enterprises. Após testemunhar o assassinato de seus pais aos oito anos de idade e motivado por seu amor por Rachel Dawes (Katie Holmes e Maggie Gyllenhaal), Bruce viaja pelo mundo para treinar no combate ao crime, retornando para reivindicar a herança da empresa de seu pai. Posteriormente, ele começa a combater o crime em Gotham City como Batman, utilizando tecnologia militar avançada para isso e baseando sua persona na superação do medo de morcegos, iniciando sua jornada como herói.
A interpretação de Batman feita por Bale é frequentemente considerada uma das melhores do personagem no cinema e também foi creditada com o sucesso da série de filmes O Cavaleiro das Trevas, com os dois últimos filmes arrecadando mais de US$ 1. bilhões cada, e assim, a restauração do interesse público no Batman no século XXI.

## Biografia de personagem fictício

### Infância
Bruce Wayne aparece pela primeira vez no filme Batman Begins . Quando criança, ele cai em um poço na propriedade de seus pais e é resgatado por seu pai Thomas Wayne (Linus Roache), mas desenvolve medo de morcegos depois que uma colônia deles o ataca. Bruce visita um novo monotrilho financiado por seu pai, que explica que quase levou sua empresa Wayne Enterprises à falência para construí-lo para ajudar Gotham City, que está passando por uma depressão econômica . Bruce então acompanha seus pais para ver a ópera Mefistofele, mas fica assustado com um personagem parecido com um morcego na produção. Enquanto seus pais o levam para casa, eles são confrontados por um assaltante chamado Joe Chill (Richard Brake), que atira nos dois e os mata bem na frente de Bruce, deixando-o profundamente traumatizado. Bruce é consolado pelo policial James Gordon (Gary Oldman) enquanto Chill é preso, depois criado pelo mordomo de seus pais, Alfred Pennyworth (Michael Caine).

### Tornando-se Batman
Bruce retorna a Gotham, com a intenção de usar as habilidades marciais que aprendeu na Liga para combater o crime como um símbolo do medo. Bruce se interessa pela Wayne Enterprises, que está sendo aberta ao público pelo inescrupuloso William Earle (Rutger Hauer). O arquivista da empresa, Lucius Fox (Morgan Freeman), amigo do pai de Bruce, permite que Bruce tenha acesso a protótipos de tecnologias de defesa, incluindo um traje de proteção e um veículo fortemente blindado, o Tumbler . Bruce se apresenta publicamente como um playboy superficial, enquanto monta uma base nas cavernas sob a Mansão Wayne e assume a identidade de vigilante de "Batman", inspirado por seu medo de infância. Ele contata Rachel, agora a promotora assistente da cidade, e Gordon, agora um sargento, para ajudá-lo em sua luta contra o crime.

### Lute contra o Coringa
Um ano depois, Batman se tornou uma grande ameaça ao crime organizado de Gotham e inspirou o público, tanto que vários vigilantes armados começaram a se vestir como ele e atacar criminosos em uma tentativa equivocada de ajudar sua cruzada. Batman para um grupo desses vigilantes quando eles atacam Crane e um grupo de mafiosos e capturam todo o grupo, mas os ferimentos sofridos durante a luta o levam a projetar uma armadura nova e mais versátil. Além do Bat-Sinal, Gordon se comunica com Batman por meio de um sinal de telefone criptografado, e eles contemplam envolver o novo promotor público de Gotham e o namorado de Rachel, Harvey Dent , em seu plano para erradicar a máfia. Embora Bruce seja o rival de Dent pelo amor de Rachel, ele fica impressionado com a dedicação do promotor público em combater o crime e espera que Dent se torne o protetor da cidade para que ele possa desistir de ser Batman e viver uma vida normal com Rachel. Bruce viaja para Hong Kong disfarçado de férias de iate com o Balé de Moscou para capturar o contador da máfia Lau como Batman, para que Gordon e Dent possam usá-lo para confiscar dinheiro da máfia. Enquanto isso, Batman e Gordon entram oficialmente em conflito com o Coringa, um palhaço horrivelmente desfigurado que atua como ladrão de banco, assassino e terrorista.
Em retaliação à breve prisão, os chefões da máfia Sal Maroni e Chechen pagam metade do dinheiro ao Coringa para matar Batman. O Coringa ameaça publicamente matar pessoas todos os dias até que Batman revele sua verdadeira identidade e seja preso, cumprindo sua ameaça matando a Comissária Gillian B. Loeb e, aparentemente, Gordon. Bruce decide se entregar à polícia e compartilha um último beijo com Rachel, que se refugiou em sua cobertura para se proteger. Antes que Bruce possa se entregar, Dent afirma publicamente ser o Batman para atrair o Coringa, que tenta matar Dent durante o transporte, mas Gordon (que forjou sua morte) e Batman intervêm a tempo de capturá-lo.
Com o Coringa sob custódia, Batman e Gordon, agora promovido a Comissário, acreditam que a crise acabou, mas ficam alarmados quando Dent desaparece. Desesperado para encontrar Dent e Rachel, Batman interroga e espanca brutalmente o Coringa, que revela que os dois foram levados para lados opostos da cidade, distantes o suficiente para que Batman não tenha tempo de resgatá-los. Batman corre para salvar Rachel, enquanto Gordon e a polícia rastreiam Dent. Sem o conhecimento deles, no entanto, o Coringa trocou de endereço, enviando Batman para Dent e Gordon para Rachel. Batman resgata Dent no momento em que os dois prédios explodem, mas o rosto de Dent fica desfigurado e Rachel morre. Bruce fica devastado com a morte dela, encontrando consolo apenas na crença de que ela o teria escolhido; para poupá-lo de mais sofrimento, Alfred decide queimar uma carta que Rachel lhe deu, na qual ela escreveu que havia decidido se casar com Dent. Enquanto isso, o diabólico Coringa convence Dent a se vingar das pessoas que ele culpa pela morte de Rachel.
Quando o Coringa ameaça explodir um hospital a menos que alguém mate Coleman Reese, um administrador da Wayne Enterprises que deduziu a identidade secreta do Batman e estava prestes a divulgá-la na televisão, Bruce arrisca a vida para salvá-lo, convencendo Reese a guardar segredo. Então, o Coringa sequestra um ônibus cheio de pessoas e ameaça explodir duas balsas cheias de pessoas, matando ambas, a menos que uma delas sacrifique a outra. Batman convence Fox, relutante, a usar um sonar para monitorar toda Gotham e localizar o Coringa. Por fim, Batman liberta os reféns do ônibus e subjuga o Coringa, enquanto nenhum dos grupos nas balsas destrói o outro. No entanto, o Coringa exulta, afirmando que o povo de Gotham perderá a fé na humanidade ao saber da fúria assassina de Dent, tornando-se o brutal justiceiro Duas-Caras. Horrorizado, Batman vai atrás de Dent, deixando o Coringa para a polícia.
Batman encontra Dent mantendo Gordon e sua família como reféns no local da morte de Rachel. Dent ameaça matar o filho de Gordon para infligir lhe a dor da perda de um ente querido, mas Batman o convence a julgar as pessoas que ele considera responsáveis pela morte de Rachel: Batman, ele mesmo e Gordon. Dent joga sua moeda para decidir o destino deles; após o resultado, ele atira em Batman e se poupa. Quando Dent está prestes a matar o filho de Gordon, Batman, sobrevivendo graças à sua armadura, o joga de uma borda para a morte, salvando o menino antes de cair e sofrer uma grave lesão na perna. Determinado a preservar a imagem heroica de Dent, Batman convence Gordon a se encobrir, assumindo a culpa pelos crimes de Dent, e então escapa da polícia que o persegue.

### Reclusão
Oito anos depois, Bruce tornou-se um recluso, ainda de luto pela morte de Rachel e raramente sai da Mansão Wayne. Além disso, a Wayne Enterprises está perdendo dinheiro depois que Bruce descontinuou um projeto de reator de fusão três anos antes, quando descobriu que ele poderia ser transformado em arma. Seus esforços para livrar Gotham do crime foram bem-sucedidos; usando a imagem de Dent como um herói martirizado, Gordon e os políticos de Gotham erradicaram o crime organizado na cidade com a Lei Dent, um projeto de lei que dá maior autoridade à polícia. Bruce organiza o "Dia de Harvey Dent" na Mansão Wayne, mas não participa das festividades. A ladra Selina Kyle (Anne Hathaway) rouba um colar de pérolas pertencente à falecida mãe de Bruce e o domina quando ele tenta impedi-la. Bruce descobre que o verdadeiro alvo eram suas impressões digitais e não o colar. Bruce rastreia Selina até um baile de gala e recupera as pérolas, mas Selina escapa novamente.
Pouco depois, Wayne recebe a visita do policial John Blake (Joseph Gordon Levitt), que lhe conta sobre um ataque a Gordon por Bane (Tom Hardy), um membro excomungado da Liga das Sombras. Blake também conta a Bruce que deduziu sua identidade secreta como Batman e se identifica com ele; Blake também é órfão e aprendeu a esconder sua raiva. Ele pede a Bruce que retorne como Batman.

### Aparente morte do Batman
Meses depois, Bruce, recuperado, escapa da prisão e retorna a Gotham após Bane tomar a cidade, planejando destruí-la com o reator de fusão. Batman liberta a polícia e eles entram em confronto com o exército de Bane nas ruas; durante a batalha, Batman domina Bane. Miranda intervém e esfaqueia Batman, revelando-se como Talia al Ghul, filha de Ra's al Ghul, e prometendo completar o trabalho de seu pai e vingar sua morte. Ela ativa o detonador da bomba, mas Gordon bloqueia o sinal. Talia sai para encontrar a bomba enquanto Bane se prepara para matar Batman, mas Selina chega e mata Bane. Batman e Selina perseguem Talia, na esperança de trazer a bomba de volta para a câmara do reator, onde ela pode ser estabilizada. O caminhão de Talia bate, mas ela inunda remotamente e destrói a câmara do reator antes de morrer. Sem nenhuma maneira de impedir a detonação, Batman usa sua aeronave, o Bat, para transportar a bomba para longe da baía, onde ela explode em segurança. Antes da decolagem, Batman beija Selina e sutilmente revela sua identidade a Gordon.

## Recepção

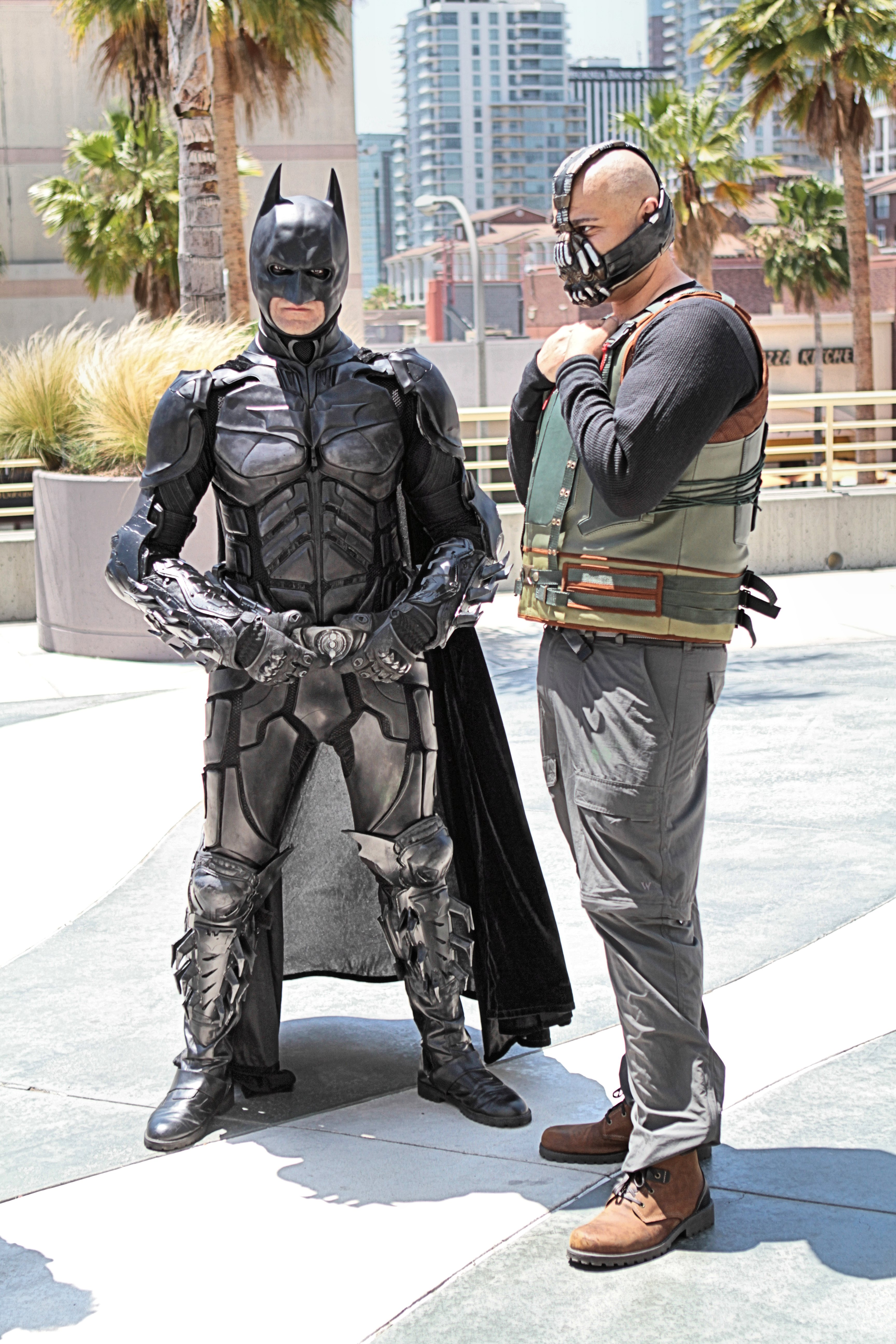
Cosplayers vestidos como Batman de Christian Bale e Bane de Tom Hardy, como retratados em Batman: O Cavaleiro das Trevas Ressurge

A interpretação de Christian Bale como Batman recebeu ampla aclamação, embora o próprio Bale tenha dito que ele poderia ter dado uma atuação melhor. Antes da estreia de Batman v Superman: Dawn of Justice (que viu Ben Affleck assumir o papel), o The Guardian pesquisou os atores anteriores do Batman, incluindo Bale, e o julgou o melhor Batman devido à sua interpretação equilibrada e realista do personagem, especialmente em Batman Begins, afirmando que "Bale nos deu um Batman em que podíamos acreditar, em mais de uma maneira."
Até o momento, Batman: O Cavaleiro das Trevas e Batman: O Cavaleiro das Trevas Ressurge são os filmes de Bale de maior sucesso financeiro. Batman: O Cavaleiro das Trevas foi considerado um dos melhores filmes da década de 2000. Embora fosse um ator estabelecido antes de sua escalação, Bale ganhou mais exposição internacional devido ao seu papel como Batman. Ele recebeu inúmeras indicações a prêmios pelo papel abrangendo os três filmes, incluindo o prêmio de Melhor Ator no Empire Awards.